# Alicia Carriquiry
Alicia Laura Carriquiry est une statisticienne uruguayenne. Elle est professeure émérite de statistiques à l'université d'État de l'Iowa et a été présidente de la Société internationale d'analyse bayésienne en 2001. Ses recherches portent sur les statistiques bayésiennes en matière de nutrition, de génomique, de criminalistique et de sécurité du trafic .

## Formation et carrière
Carriquiry a obtenu un diplôme en génie agricole de l'université de la République en 1981 et une maîtrise en zootechnie de l'université de l'Illinois à Urbana-Champaign en 1985. Elle a poursuivi ses études supérieures à l'université d'état de l'Iowa. Elle a obtenu une maîtrise en statistique en 1986 et un doctorat en statistique et zootechnie en 1989. Sa thèse, dirigée par David A. Harville, portait sur la prédiction bayesienne et son application à l'évaluation génétique du bétail et était intitulée Bayesian Prediction and Its Application to the Genetic Evaluation of Livestock,.
Elle est restée à l'Iowa State en tant que membre du corps professoral et y est devenue une professeure distinguée en 2011. Elle est directrice de l'enseignement supérieur en statistiques à l'Iowa State depuis 2004 et a été vice-rectrice adjointe de 2000 à 2004. Depuis 2007, elle occupe également un poste auxiliaire à l'université pontificale catholique du Chili et depuis 2009, elle a occupé un autre poste auxiliaire à l'université de la République. Elle est directrice du Centre de statistiques et d’applications en matière de preuves médico-légales. Le centre a été créé en 2015 dans le but d'appliquer une science plus objective dans le domaine de la criminalistique lorsqu'il s'agit de preuves humaines.
Au cours de ses 26 années de carrière, Alicia Carriquiry a mis au point des méthodes statistiques permettant de mieux mesurer la consommation alimentaire, en particulier l’apport en nutriments. Son travail a également porté sur les problèmes de santé mentale, notamment avec l'Académie nationale de médecine qui s'efforce actuellement d'évaluer les services de santé mentale offerts aux anciens combattants. Carriquiry a travaillé avec divers organismes gouvernementaux et de santé dans le monde entier pour améliorer la santé et la nutrition.

## Prix et distinctions
Carriquiry a été élue membre de l'Institut international de statistique en 1995. Elle est devenue membre de la Société américaine de statistique en 1999 et de l'Institut de statistique mathématique en 2006. En 2016, elle a été élue à l'Académie nationale de médecine,. Elle siège au conseil d'administration de la Société internationale d'analyse bayésienne.
En 2021 elle est lauréate du prix Florence-Nightingale-David « Pour avoir été un modèle exceptionnel pour les statisticiens et les femmes d'Amérique latine et pour les statisticiens qui aspirent à un impact scientifique; pour la recherche influente bayésienne, médico-légale, de transport et de nutrition; pour un leadership efficace de groupes multidisciplinaires; pour un engagement important dans les académies nationales et les sociétés statistiques professionnelles; et pour la promotion des femmes et des statisticiennes en début de carrière. ».